# 舍村
舍村（法語：Cheux，法語發音：[ʃø] ⓘ）是法国卡尔瓦多斯省的一个旧市镇，属于卡昂区。2017年，舍村与临近的5个市镇合并为新市镇蒂和米。

## 地理
舍村（49°9'58"N, 0°31'33"W）面积14.38 平方千米，位于法国诺曼底大区卡爾瓦多斯省，该省份为法国西北部沿海省份，北濒大西洋英吉利海峡，东北与滨海塞纳省以海上边界相接，东临厄尔省，南至奧恩省，西与芒什省接壤。
与舍村接壤的市镇（或旧市镇、城区）包括：丰特奈勒佩内勒、奥东河畔格兰维尔、勒梅尼勒帕特里、蒙德兰维尔、穆昂、圣芒维厄-诺雷、泰塞勒、韦尔松。
舍村的时区为UTC+01:00、UTC+02:00（夏令时）。

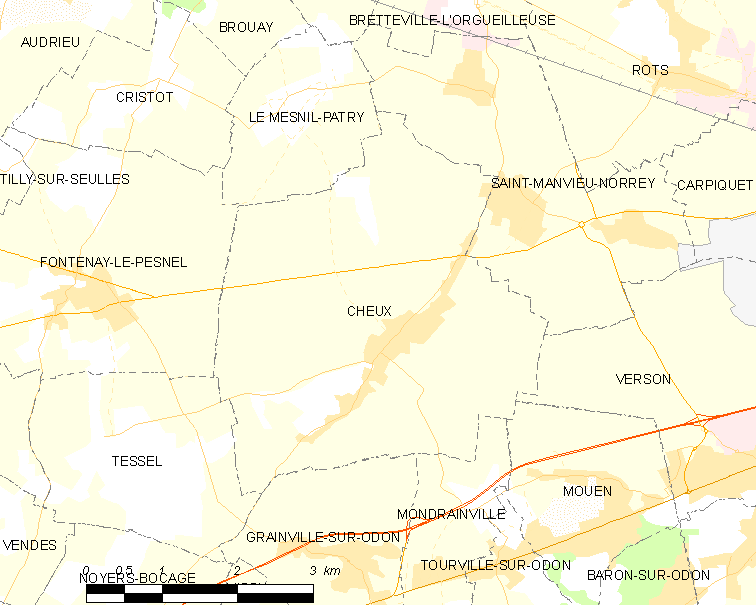
舍村的OSM定位图

## 行政
舍村的邮政编码为14210，INSEE市镇编码为14157。

## 政治
舍村所属的省级选区为蒂和米县。

## 人口

1962-2008年间舍村人口变化图示

舍村于2018年1月1日时的人口数量为1422人。